# عبدالحسین مفتاح
عبدالحسین مفتاح (۱۲۷۷-۱۳۷۰) نویسنده و دیپلمات ایرانی بود.
پدرش داوود مفتاح (مفتاح‌السلطنه) و مادرش دختر میرزا مهدی خان‌شقاقی بود. در سال ۱۲۷۷ متولد شد. تحصیلات خود را در ایران، هندوستان و انگلستان طی کرد و به خدمت وزارت امور خارجه درآمد. در دوران محمد مصدق معاون وزارت امور خارجه بود و پس از کودتای ۲۸ مرداد در دوره زمامداری اردشیر زاهدی همچنان در این سمت باقی ماند. در سال ۱۳۳۳ سفیر ایران در هندوستان شد و پس از آن به ترتیب سفیر ایران در نروژ و تونس بود.
مفتاح بعد از انقلاب اسلامی ایران را ترک کرد و در سال ۱۳۷۰ در پاریس درگذشت.
او پس از ترک ایران به نگارش خاطرات روی آورد و کتاب‌های زیر را انتشار داد:
- راستی بیرنگ است: خاطرات سیاسی عبدالحسین مفتاح
- ایران، پل پیروزی جنگ جهانی دوم